# Allora ridi
Allora ridi è un singolo del cantautore italiano Nesli, pubblicato il 3 aprile 2015 come terzo estratto dall'ottavo album in studio Andrà tutto bene.
Del brano viene realizzato anche un video musicale, pubblicato il 10 aprile 2015, per la regia di Luca Tartaglia, alla realizzazione del video hanno collaborato anche Claudio Zagarini e Morris Bragazzi.